# École monastique
Les écoles monastiques (latin : Scholae monasticae) étaient, aux côtés des écoles de cathédrale, les plus importantes institutions d'enseignement supérieur dans le monde latin occidental entre le début du Moyen Âge et le XIIe siècle. Depuis le programme éducatif de Cassiodore, le curriculum classique comprenait des études religieuses, le Trivium, et le Quadrivium. En certaines régions, les écoles monastiques ont évolué pour devenir des universités médiévales, qui ont finalement remplacé tant les écoles monastiques que les écoles de cathédrale comme haut-lieu de l'éducation.   